# Dendrocopos kizuki
Dendrocopos kizuki là một loài chim trong họ Picidae.
Nó được tìm thấy trong rừng cây lá kim và rụng lá ở Nga, Trung Quốc, Bắc Triều Tiên, Hàn Quốc và Nhật Bản. Loài này cũng được đặt trong chi Dendrocopos orPicoides. Liên minh Bảo vệ Thiên nhiên Quốc tế (IUCN) đã đánh giá nó như là một loài ít quan tâm nhất.

## Hình ảnh

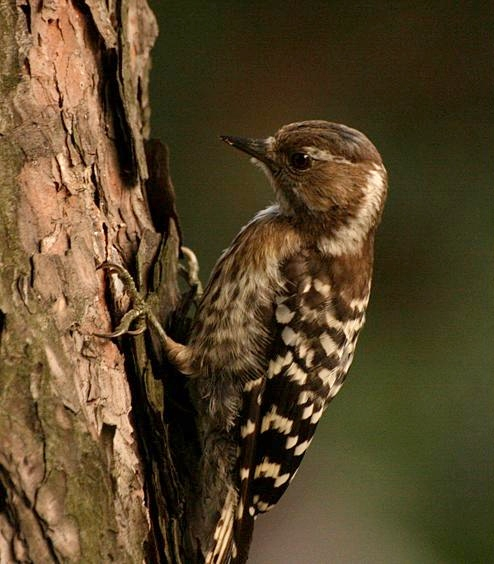
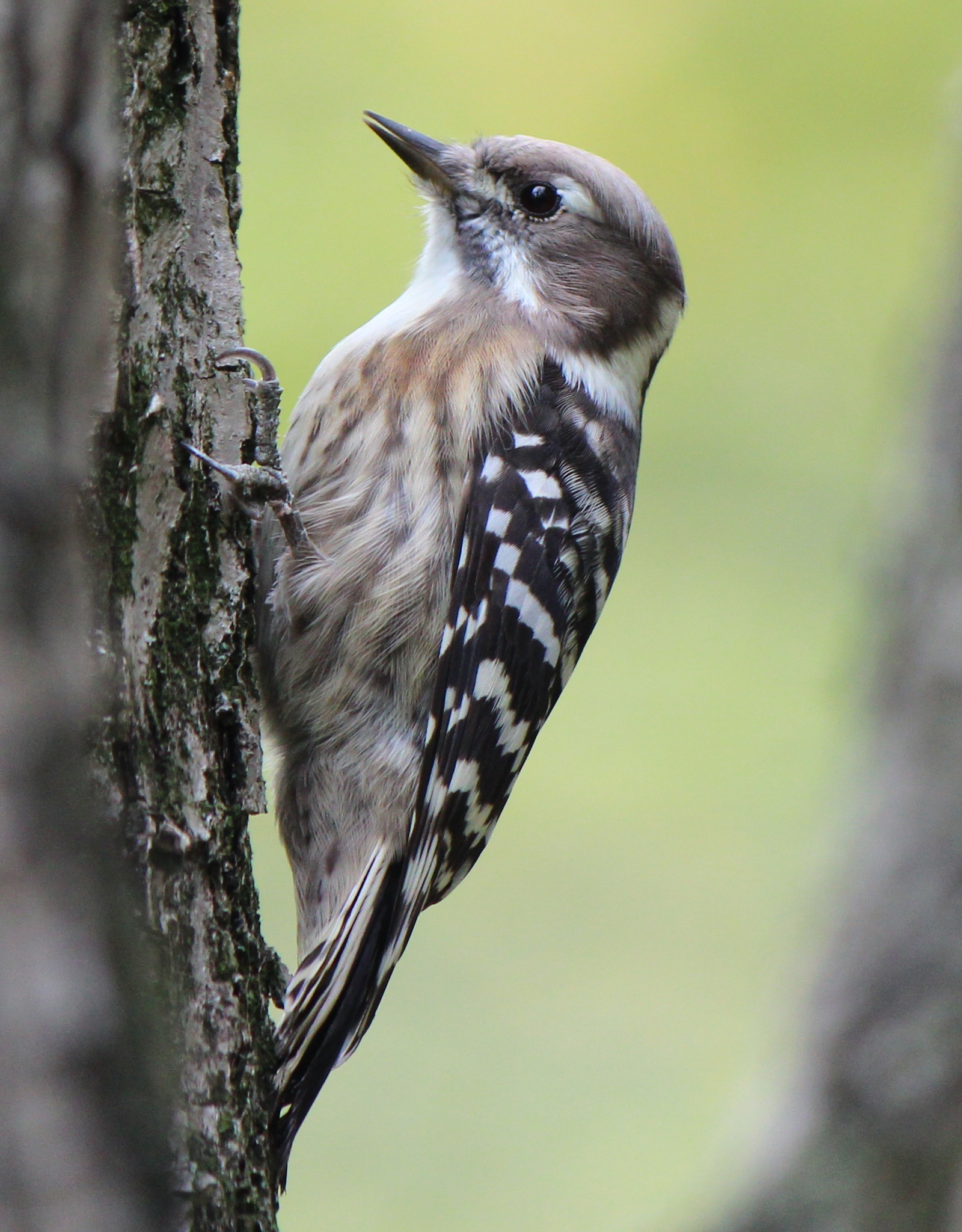
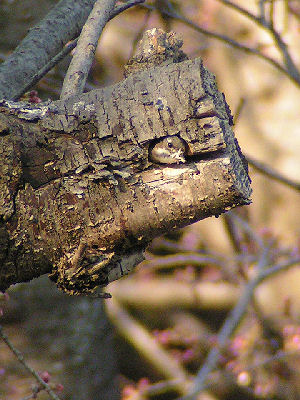